# Литровник, Владимир Кимович
Владимир Кимович Литровник — советский и российский звукооператор и саунд-продюсер.

## Биография
Родился 24 апреля 1954 года в Ялта в семье рабочего. Учился в Киевском государственном институте театрального искусства имени И. Карпенко-Карого. Начиная с 1985 года работает как звукорежиссёр. Работал в Ялте, на Ялтинской киностудии, на Центральной киностудии детских и юношеских фильмов имени М. Горького, в кинокомпании «Дирекция кино».
Как звукорежиссёр сделал более 60 художественных фильмов. Оформил фильмы: «Кошмар» (1988), «Катафалк» (1989, Приз за лучшее звуковое решение Международного кинофестиваля в Сан-Себастьяне), «Весёленькая поездка» (1994), «Остров» (режиссёр П. Лунгин, 2006), «Адмирал» (режиссёр А. Кравчук, 2009), «Высоцкий. Спасибо, что живой» (режиссёр П. Буслов, 2012), «Подвал господина Гринберга» (режиссёр А Паюков, 2023).
Лауреат премий «Ника» и «Золотой орёл» в номинации «Лучшая работа звукорежиссёра», номинант премии «ТЭФИ» 2010 года.
Член Европейской киноакадемии, Национального союза кинематографистов  и Союза кинематографистов России, академик Академии кинематографических искусств «Ника» и Национальной академии кинематографических искусств и наук России.
Живёт и работает в России. С 2009 года преподаёт во ВГИКе, профессор кафедры звукорежиссуры. Мастер набора 2024 года.